# Себичност
Себичност је безобзирно вођење рачуна искључиво о сопственим потребама и властитој користи. Себичност означава претерано интересовање особе за себе саму и саможиво инсистирање искључиво на остварењу својих интереса, а занемаривање интереса других људи. Себичност је принцип по којем свако намеће сопствене интересе без обзира на постојеће нормалне норме. Таква позиција састоји се у томе да избегава било какав сукоб између морала и властитог интереса.